# Kaldfjord
Kaldfjord is een plaats in de Noorse gemeente Tromsø, provincie Troms. Kaldfjord telt 764 inwoners (2007) en heeft een oppervlakte van 0,75 km².